# کانیوو (استان اوپوله)
کانیوو (به لهستانی: Kaniów) یک منطقهٔ مسکونی در لهستان است که در گمینا پوپیلوو واقع شده‌است.